# America (Band)/Diskografie
Diese Diskografie ist eine Übersicht über die musikalischen Werke der US-amerikanischen Folk-Rock-Band America. Den Schallplattenauszeichnungen zufolge hat sie bisher mehr als 11,5 Millionen Tonträger verkauft, davon alleine in ihrer Heimat über 8,5 Millionen. Ihre erfolgreichste Veröffentlichung ist das Album History: America’s Greatest Hits mit über  5,2 Millionen verkauften Einheiten.

## Alben

### Studioalben
| Jahr | Titel Musiklabel                           | Höchstplatzierung, Gesamtwochen, AuszeichnungChartplatzierungen (Jahr, Titel, Musiklabel, Platzierungen, Wochen, Auszeichnungen, Anmerkungen) | Höchstplatzierung, Gesamtwochen, AuszeichnungChartplatzierungen (Jahr, Titel, Musiklabel, Platzierungen, Wochen, Auszeichnungen, Anmerkungen) | Höchstplatzierung, Gesamtwochen, AuszeichnungChartplatzierungen (Jahr, Titel, Musiklabel, Platzierungen, Wochen, Auszeichnungen, Anmerkungen) | Höchstplatzierung, Gesamtwochen, AuszeichnungChartplatzierungen (Jahr, Titel, Musiklabel, Platzierungen, Wochen, Auszeichnungen, Anmerkungen) | Anmerkungen                              |
| Jahr | Titel Musiklabel                           | DE | CH | UK | US | Anmerkungen                              |
| ---- | ------------------------------------------ | --- | --- | --- | --- | ---------------------------------------- |
| 1971 | America Warner Bros. Records (WEA)         | — | — | UK14 (13 Wo.)UK | US1 Platin · (40 Wo.)US | Erstveröffentlichung: 29. Dezember 1971  |
| 1972 | Homecoming Warner Bros. Records (WEA)      | — | — | UK21 (5 Wo.)UK | US9 Platin · (32 Wo.)US | Erstveröffentlichung: 15. November 1972  |
| 1973 | Hat Trick Warner Bros. Records (WEA)       | — | — | UK41 Silber · (3 Wo.)UK | US28 (18 Wo.)US | Erstveröffentlichung: 16. Oktober 1973   |
| 1974 | Holiday Warner Bros. Records (WEA)         | — | — | UK— SilberUK | US3 Gold · (53 Wo.)US | Erstveröffentlichung: 17. Juni 1974      |
| 1975 | Hearts Warner Bros. Records (WEA)          | — | — | UK— SilberUK | US4 Gold · (44 Wo.)US | Erstveröffentlichung: 19. März 1975      |
| 1976 | Hideaway Warner Bros. Records (WEA)        | — | — | — | US11 Gold · (22 Wo.)US | Erstveröffentlichung: 9. April 1976      |
| 1977 | Harbor Warner Bros. Records (WEA)          | — | — | — | US21 (14 Wo.)US | Erstveröffentlichung: 15. Februar 1977   |
| 1979 | Silent Letter Capitol Records (EMI)        | — | — | — | US110 (6 Wo.)US | Erstveröffentlichung: 15. Juni 1979      |
| 1980 | Alibi Capitol Records (EMI)                | — | — | — | US142 (6 Wo.)US | Erstveröffentlichung: 15. August 1980    |
| 1982 | View from the Ground Capitol Records (EMI) | — | — | — | US41 (28 Wo.)US | Erstveröffentlichung: 15. Juli 1982      |
| 1983 | Your Move Capitol Records (EMI)            | DE61 (2 Wo.)DE | — | — | US81 (14 Wo.)US | Erstveröffentlichung: 3. Juni 1983       |
| 1984 | Perspective Capitol Records (EMI)          | — | — | — | US185 (3 Wo.)US | Erstveröffentlichung: 21. September 1984 |
| 1994 | Hourglass American Gramaphone (BMG)        | — | — | — | — | Erstveröffentlichung: 17. Mai 1984       |
| 1998 | Human Nature Oxygen Records (Human Nature) | — | — | — | — | Erstveröffentlichung: 2. November 1998   |
| 2002 | Holiday Harmony Rhino Records (WMG)        | — | — | — | — | Erstveröffentlichung: 7. Oktober 2002    |
| 2007 | Here & Now Burgundy Records (Sony BMG)     | — | — | — | US52 (2 Wo.)US | Erstveröffentlichung: 16. Januar 2007    |
| 2011 | Back Pages eOne (eOne)                     | — | — | — | — | Erstveröffentlichung: 2. September 2011  |

grau schraffiert: keine Chartdaten aus diesem Jahr verfügbar

### Livealben
| Jahr | Titel Musiklabel                                              | Höchstplatzierung, Gesamtwochen, AuszeichnungChartplatzierungen (Jahr, Titel, Musiklabel, Platzierungen, Wochen, Auszeichnungen, Anmerkungen) | Höchstplatzierung, Gesamtwochen, AuszeichnungChartplatzierungen (Jahr, Titel, Musiklabel, Platzierungen, Wochen, Auszeichnungen, Anmerkungen) | Höchstplatzierung, Gesamtwochen, AuszeichnungChartplatzierungen (Jahr, Titel, Musiklabel, Platzierungen, Wochen, Auszeichnungen, Anmerkungen) | Höchstplatzierung, Gesamtwochen, AuszeichnungChartplatzierungen (Jahr, Titel, Musiklabel, Platzierungen, Wochen, Auszeichnungen, Anmerkungen) | Anmerkungen                                                                |
| Jahr | Titel Musiklabel                                              | DE | CH | UK | US | Anmerkungen                                                                |
| ---- | ------------------------------------------------------------- | --- | --- | --- | --- | -------------------------------------------------------------------------- |
| 1977 | Live Warner Bros. Records (WEA)                               | — | — | — | US129 (7 Wo.)US | Erstveröffentlichung: 1. Oktober 1977                                      |
| 1985 | In Concert Capitol Records (EMI)                              | — | — | — | — | Erstveröffentlichung: 1. Juli 1985                                         |
| 1995 | America In Concert King Biscuit Flower Hour Records (BMG)     | — | — | — | — | Erstveröffentlichung: 7. Juli 1995                                         |
| 1995 | A Horse with No Name MasterTone (MasterTone)                  | — | — | — | — | Erstveröffentlichung: Dezember 1995                                        |
| 2002 | The Grand Cayman Concert Human Nature (Human Nature)          | — | — | — | — | Erstveröffentlichung: 2002                                                 |
| 2008 | Live in Concert: Wildwood Springs Human Nature (Human Nature) | — | — | — | — | Erstveröffentlichung: 2008                                                 |
| 2019 | Live in Central Park 1979 America Records (America)           | — | — | — | — | Erstveröffentlichung: 6. September 2019                                    |
| 2024 | Live from the Hollywood Bowl 1975 Primary Wave Music (WMG)    | — | — | — | — | Erstveröffentlichung: 20. April 2024 Veröffentlichung zum Record Store Day |

grau schraffiert: keine Chartdaten aus diesem Jahr verfügbar

### Kompilationen
| Jahr | Titel Musiklabel                                                                | Höchstplatzierung, Gesamtwochen, AuszeichnungChartplatzierungen (Jahr, Titel, Musiklabel, Platzierungen, Wochen, Auszeichnungen, Anmerkungen) | Höchstplatzierung, Gesamtwochen, AuszeichnungChartplatzierungen (Jahr, Titel, Musiklabel, Platzierungen, Wochen, Auszeichnungen, Anmerkungen) | Höchstplatzierung, Gesamtwochen, AuszeichnungChartplatzierungen (Jahr, Titel, Musiklabel, Platzierungen, Wochen, Auszeichnungen, Anmerkungen) | Höchstplatzierung, Gesamtwochen, AuszeichnungChartplatzierungen (Jahr, Titel, Musiklabel, Platzierungen, Wochen, Auszeichnungen, Anmerkungen) | Anmerkungen                                                             |
| Jahr | Titel Musiklabel                                                                | DE | CH | UK | US | Anmerkungen                                                             |
| ---- | ------------------------------------------------------------------------------- | --- | --- | --- | --- | ----------------------------------------------------------------------- |
| 1975 | History: America’s Greatest Hits Warner Bros. Records (WEA)                     | DE— PlatinDE | — | UK60 Silber · (1 Wo.)UK | US3 ×4Vierfachplatin · (63 Wo.)US | Erstveröffentlichung: 3. November 1975 Verkäufe: + 5.280.000            |
| 1981 | America’s Gold Warner Bros. Records (WEA)                                       | — | — | — | — | Erstveröffentlichung: 1981                                              |
| 1988 | Ventura Highway & Other Favorites Capitol Records (EMI)                         | — | — | — | — | Erstveröffentlichung: 1988                                              |
| 1991 | Encore: More Greatest Hits Rhino Records (WMG)                                  | — | — | — | — | Erstveröffentlichung: 24. Juni 1991                                     |
| 1996 | The Best of America auch bekannt als: Premium Gold Collection EMI Records (EMI) | — | — | — | — | Erstveröffentlichung: 1996                                              |
| 1998 | The Legendary America EMI Records (EMI)                                         | — | — | — | — | Erstveröffentlichung: 1998                                              |
| 2000 | Highway Rhino Records (WMG)                                                     | — | — | — | — | Erstveröffentlichung: 2000                                              |
| 2001 | The Definitive America Rhino Records (WMG)                                      | — | — | UK87 (1 Wo.)UK | — | Erstveröffentlichung: 17. Juli 2001                                     |
| 2001 | The Complete Greatest Hits Rhino Records (WMG)                                  | — | — | — | US152 (5 Wo.)US | Erstveröffentlichung: August 2001                                       |
| 2015 | Lost & Found America Records (America)                                          | — | — | — | — | Erstveröffentlichung: 5. Mai 2015 Sammlung unveröffentlichter Aufnahmen |
| 2015 | Archives, Vol 1 America Records (America)                                       | — | — | — | — | Erstveröffentlichung: 24. November 2015                                 |
| 2017 | Heritage: Home Recordings/Demos 1970–1973 Omnivore Recordings (Omnivore)        | — | — | — | — | Erstveröffentlichung: 17. November 2017                                 |
| 2018 | The Archives: America America Records (America)                                 | — | — | — | — | Erstveröffentlichung: 19. Oktober 2018                                  |
| 2019 | 50th Anniversary: The Collection Rhino Records (WMG)                            | — | — | — | — | Erstveröffentlichung: 12. Juli 2019                                     |
| 2020 | Heritage II: Demos/Alternate Takes 1971–1976 Omnivore Recordings (Omnivore)     | — | — | — | — | Erstveröffentlichung: 19. April 2020                                    |

grau schraffiert: keine Chartdaten aus diesem Jahr verfügbar

### Soundtracks
| Jahr | Titel Musiklabel                      | Höchstplatzierung, Gesamtwochen, AuszeichnungChartplatzierungen (Jahr, Titel, Musiklabel, Platzierungen, Wochen, Auszeichnungen, Anmerkungen) | Höchstplatzierung, Gesamtwochen, AuszeichnungChartplatzierungen (Jahr, Titel, Musiklabel, Platzierungen, Wochen, Auszeichnungen, Anmerkungen) | Höchstplatzierung, Gesamtwochen, AuszeichnungChartplatzierungen (Jahr, Titel, Musiklabel, Platzierungen, Wochen, Auszeichnungen, Anmerkungen) | Höchstplatzierung, Gesamtwochen, AuszeichnungChartplatzierungen (Jahr, Titel, Musiklabel, Platzierungen, Wochen, Auszeichnungen, Anmerkungen) | Anmerkungen                                                                          |
| Jahr | Titel Musiklabel                      | DE | CH | UK | US | Anmerkungen                                                                          |
| ---- | ------------------------------------- | --- | --- | --- | --- | ------------------------------------------------------------------------------------ |
| 1982 | The Last Unicorn Virgin Records (EMI) | DE33 a (10 Wo.)DE | CH21 a (5 Wo.)CH | — | — | Erstveröffentlichung: 19. November 1982 mit Jimmy Webb und London Symphony Orchestra |

grau schraffiert: keine Chartdaten aus diesem Jahr verfügbar

## Singles
| Jahr | Titel Album                                    | Höchstplatzierung, Gesamtwochen, AuszeichnungChartplatzierungen (Jahr, Titel, Album, Platzierungen, Wochen, Auszeichnungen, Anmerkungen) | Höchstplatzierung, Gesamtwochen, AuszeichnungChartplatzierungen (Jahr, Titel, Album, Platzierungen, Wochen, Auszeichnungen, Anmerkungen) | Höchstplatzierung, Gesamtwochen, AuszeichnungChartplatzierungen (Jahr, Titel, Album, Platzierungen, Wochen, Auszeichnungen, Anmerkungen) | Höchstplatzierung, Gesamtwochen, AuszeichnungChartplatzierungen (Jahr, Titel, Album, Platzierungen, Wochen, Auszeichnungen, Anmerkungen) | Anmerkungen                                         |
| Jahr | Titel Album                                    | DE | CH | UK | US | Anmerkungen                                         |
| ---- | ---------------------------------------------- | --- | --- | --- | --- | --------------------------------------------------- |
| 1972 | A Horse with No Name America                   | — | — | UK3 Platin · (16 Wo.)UK | US1 Gold · (14 Wo.)US | Erstveröffentlichung: 12. Januar 1972               |
| 1972 | I Need You America                             | — | — | — | US9 (10 Wo.)US | Erstveröffentlichung: 26. April 1972                |
| 1972 | Ventura Highway Homecoming                     | — | — | UK43 Silber · (4 Wo.)UK | US8 (12 Wo.)US | Erstveröffentlichung: 19. September 1972            |
| 1973 | Don’t Cross the River Homecoming               | — | — | — | US35 (8 Wo.)US | Erstveröffentlichung: 3. Januar 1973                |
| 1973 | Only in Your Heart Homecoming                  | — | — | — | US62 (5 Wo.)US | Erstveröffentlichung: 13. April 1973                |
| 1973 | Muskrat Love Hat Trick                         | — | — | — | US67 (8 Wo.)US | Erstveröffentlichung: 28. Juni 1973                 |
| 1973 | Rainbow Song Hat Trick                         | — | — | — | — | Erstveröffentlichung: November 1973                 |
| 1974 | Green Monkey Hat Trick                         | — | — | — | — | Erstveröffentlichung: 1. Februar 1974               |
| 1974 | Tin Man Holiday                                | — | — | — | US4 (18 Wo.)US | Erstveröffentlichung: 10. Juli 1974                 |
| 1974 | Mad Dog Holiday                                | — | — | — | — | Erstveröffentlichung: 12. Juli 1974                 |
| 1974 | Lonely People Holiday                          | — | — | — | US5 (14 Wo.)US | Erstveröffentlichung: 27. November 1974             |
| 1975 | Sister Golden Hair Hearts                      | — | — | — | US1 (16 Wo.)US | Erstveröffentlichung: 19. März 1975                 |
| 1975 | Daisy Jane Hearts                              | — | — | — | US20 (13 Wo.)US | Erstveröffentlichung: 2. Juli 1975                  |
| 1975 | Woman Tonight Hearts                           | — | — | — | US44 (9 Wo.)US | Erstveröffentlichung: 29. August 1975               |
| 1976 | Today’s the Day Hideaway                       | — | — | — | US23 (12 Wo.)US | Erstveröffentlichung: 28. April 1976                |
| 1976 | Amber Cascades Hideaway                        | — | — | — | US75 (4 Wo.)US | Erstveröffentlichung: 14. Juli 1976                 |
| 1976 | She’s a Liar Hideaway                          | — | — | — | — | Erstveröffentlichung: 17. November 1976             |
| 1977 | God of the Sun Harbor                          | — | — | — | — | Erstveröffentlichung: 12. April 1977                |
| 1977 | Slow Down Harbor                               | — | — | — | — | Erstveröffentlichung: 22. April 1977                |
| 1977 | Don’t Cry Baby Harbor                          | — | — | — | — | Erstveröffentlichung: 7. Juni 1977                  |
| 1979 | California Dreamin’ California Dreaming O.S.T. | — | — | — | US56 (5 Wo.)US | Erstveröffentlichung: März 1979                     |
| 1979 | Only Game in Town Silent Letter                | — | — | — | — | Erstveröffentlichung: 3. August 1979                |
| 1979 | All My Life Silent Letter                      | — | — | — | — | Erstveröffentlichung: 19. Oktober 1979              |
| 1980 | All Around Silent Letter                       | — | — | — | — | Erstveröffentlichung: 12. Januar 1980               |
| 1980 | You Could’ve Been The One Alibi                | — | — | — | — | Erstveröffentlichung: August 1980                   |
| 1980 | Hangover Alibi                                 | — | — | — | — | Erstveröffentlichung: November 1980                 |
| 1980 | Survival Alibi                                 | — | — | — | — | Erstveröffentlichung: 7. Dezember 1980              |
| 1982 | You Can Do Magic View from the Ground          | — | — | UK59 (3 Wo.)UK | US8 (20 Wo.)US | Erstveröffentlichung: 6. Juli 1982                  |
| 1982 | Right Before Your Eyes View from the Ground    | — | — | — | US45 (13 Wo.)US | Erstveröffentlichung: 27. November 1982             |
| 1983 | The Last Unicorn The Last Unicorn O.S.T.       | DE38 (9 Wo.)DE | — | — | — | Erstveröffentlichung: 2. Januar 1983                |
| 1983 | Jody View from the Ground                      | — | — | — | — | Erstveröffentlichung: Januar 1983                   |
| 1983 | Man’s Road The Last Unicorn O.S.T.             | — | — | — | — | Erstveröffentlichung: 1. April 1983                 |
| 1983 | The Border Your Move                           | — | — | — | US33 (12 Wo.)US | Erstveröffentlichung: 3. Juni 1983                  |
| 1983 | Cast the Spirit Your Move                      | — | — | — | — | Erstveröffentlichung: September 1983                |
| 1984 | We Got All Night Perspective                   | — | — | — | — | Erstveröffentlichung: August 1984                   |
| 1984 | Special Girl Perspective                       | — | — | — | — | Erstveröffentlichung: September 1984                |
| 1985 | (Can’t Fall Asleep to a) Lullaby Perspective   | — | — | — | — | Erstveröffentlichung: Januar 1985 feat. Steve Perry |
| 1994 | Young Moon Hourglass                           | DE79 (6 Wo.)DE | — | — | — | Erstveröffentlichung: 1994                          |
| 1994 | Hope Hourglass                                 | — | — | — | — | Erstveröffentlichung: 1994                          |
| 2020 | Remembering –                                  | — | — | — | — | Erstveröffentlichung: 21. August 2020               |

## Videoalben
| Jahr | Titel Musiklabel                         | Anmerkungen                |
| ---- | ---------------------------------------- | -------------------------- |
| 1981 | Live in Central Park Picture Music (EMI) | Erstveröffentlichung: 1981 |

## Boxsets
| Jahr | Titel Musiklabel                                | Anmerkungen                        |
| ---- | ----------------------------------------------- | ---------------------------------- |
| 2019 | Classic Album Collection Caroline Records (WMG) | Erstveröffentlichung: 8. Juni 2019 |
| 2020 | Half Century Box Set America Records (America)  | Erstveröffentlichung: 2020         |

## Promoveröffentlichungen
| Jahr | Titel Album                      | Anmerkungen                |
| ---- | -------------------------------- | -------------------------- |
| 1998 | From a Moving Train Human Nature | Erstveröffentlichung: 1998 |
| 1998 | Wednesday Morning Human Nature   | Erstveröffentlichung: 1998 |
| 2006 | Chasing the Rainbow Here & Now   | Erstveröffentlichung: 2006 |

## Sonderveröffentlichungen
| Jahr | Titel Musiklabel                                                            | Anmerkungen                                                             |
| ---- | --------------------------------------------------------------------------- | ----------------------------------------------------------------------- |
| 2004 | A Horse with No Name & Other Hits Flashback Records (WMG)                   | Erstveröffentlichung: 2004 Teil der Reihe Original Artists Recordings   |
| 2006 | The Definitive Pop Collection Rhino Records (WMG)                           | Erstveröffentlichung: 2006 Teil der Reihe The Definitive Pop Collection |
| 2016 | Playlist: The Very Best of America Sony Music Commercial Music Group (Sony) | Erstveröffentlichung: 2016 Teil der Reihe Playlist                      |
| 2017 | An Introduction To: America Rhino Records (WMG)                             | Erstveröffentlichung: 2017 Teil der Reihe Playlist                      |

## Statistik

### Chartauswertung
|                     | DE    | CH    | UK    | US     |
| ------------------- | ----- | ----- | ----- | ------ |
| Nummer-eins-Alben   | DE—DE | CH—CH | UK—UK | US1US  |
| Top-10-Alben        | DE—DE | CH—CH | UK—UK | US5US  |
| Alben in den Charts | DE2DE | CH1CH | UK5UK | US15US |

|                       | DE    | UK    | US     |
| --------------------- | ----- | ----- | ------ |
| Nummer-eins-Singles   | DE—DE | UK—UK | US2US  |
| Top-10-Singles        | DE—DE | UK1UK | US7US  |
| Singles in den Charts | DE2DE | UK3UK | US17US |

### Auszeichnungen für Musikverkäufe
| Goldene Schallplatte - Australien - 2001: für das Videoalbum Homecoming - Dänemark - 2023: für die Single A Horse with No Name - Frankreich - 1980: für das Album America - 1983: für das Album History: America’s Greatest Hits - Kanada - 1976: für das Album Hearts - 1976: für das Album Homecoming - Neuseeland - 2022: für das Album America Platin-Schallplatte - Australien - 2003: für das Album The Definitive America - Italien - 2024: für die Single A Horse with No Name - Kanada - 1976: für das Album America - 1976: für das Album History: America’s Greatest Hits - Neuseeland - 2001: für das Album The Definitive America - 2023: für die Single Ventura Highway - Spanien - 2001: für das Album Greatest Hits - 2024: für die Single A Horse with No Name | 3× Platin-Schallplatte - Neuseeland - 2024: für die Single A Horse with No Name 5× Platin-Schallplatte - Neuseeland - 1977: für das Album History: America’s Greatest Hits 6× Platin-Schallplatte - Australien - 2010: für das Album History: America’s Greatest Hits |

Anmerkung: Auszeichnungen in Ländern aus den Charttabellen bzw. Chartboxen sind in ebendiesen zu finden.
| Land/RegionAuszeichnungen für Musikverkäufe (Land/Region, Auszeichnungen, Verkäufe, Quellen) | Silber     | Gold       | Platin       | Verkäufe  | Quellen                           |
| -------------------------------------------------------------------------------------------- | ---------- | ---------- | ------------ | --------- | --------------------------------- |
| Australien (ARIA)                                                                            | —          | Gold1      | 7× Platin7   | 497.500   | aria.com.au                       |
| Dänemark (IFPI)                                                                              | —          | Gold1      | —            | 45.000    | ifpi.dk                           |
| Deutschland (BVMI)                                                                           | —          | —          | Platin1      | 500.000   | musikindustrie.de                 |
| Frankreich (SNEP)                                                                            | —          | 2× Gold2   | —            | 200.000   | snepmusique.com                   |
| Italien (FIMI)                                                                               | —          | —          | Platin1      | 100.000   | fimi.it                           |
| Kanada (MC)                                                                                  | —          | 2× Gold2   | 2× Platin2   | 300.000   | musiccanada.com                   |
| Neuseeland (RMNZ)                                                                            | —          | Gold1      | 10× Platin10 | 242.500   | aotearoamusiccharts.co.nz NZ2 NZ3 |
| Spanien (Promusicae)                                                                         | —          | —          | 2× Platin2   | 160.000   | elportaldemusica.es               |
| Vereinigte Staaten (RIAA)                                                                    | —          | 4× Gold4   | 6× Platin6   | 8.500.000 | riaa.com                          |
| Vereinigtes Königreich (BPI)                                                                 | 5× Silber5 | —          | Platin1      | 1.040.000 | bpi.co.uk                         |
| Insgesamt                                                                                    | 5× Silber5 | 11× Gold11 | 30× Platin30 |           |                                   |